# Gaillemarde
 (février 2017).
Gaillemarde est un hameau belge de la commune de La Hulpe en Brabant wallon.
Gaillemarde est situé en bordure de la forêt de Soignes, dans une région d'étangs.[réf. nécessaire]

## Sources
- Livres du Cercle d'Histoire de La Hulpe